# Galina Voskobojeva
Galina Olegevna Voskobojeva (Russisch: Галина Олеговна Воскобоева) (Moskou, 18 december 1984) is een professioneel tennisspeelster uit Kazachstan, geboren in de Sovjet-Unie. Sinds 2008 komt zij uit voor Kazachstan.
Voskobojeva maakte kennis met het tennis op zesjarige leeftijd. Zij wordt gecoacht door haar moeder, Jelena Voskobojeva. Haar favoriete ondergrond is hardcourt en haar favoriete toernooi is het WTA-toernooi van Moskou, in haar geboorteland. Zij speelt rechtshandig en heeft een tweehandige backhand. Zij was actief in het internationale tennis van 2002 tot en met 2021.

## Loopbaan
In 2002 werd zij professioneel tennisspeelster door zich in te schrijven op WTA-toernooien. Vanaf 2004 in Hobart kwalificeerde zij zich een aantal keren voor een hoofdtoernooi maar kon nog niet echt potten breken. Zij speelde geregeld mee in toernooien, inclusief de grandslamtoernooien, maar in het enkelspel heeft zij nog geen WTA-titel kunnen winnen. In het dubbelspel gaat het beter: zij behaalde zes toernooizeges. Daarnaast heeft zij drie ITF-enkelspeltitels en dertien ITF-dubbelspeltitels gewonnen.
Enkelspel – Haar beste resultaat op de grandslamtoernooien is het bereiken van de derde ronde, op het Australian Open in 2009 en 2012. Haar hoogste positie op de WTA-ranglijst is de 42e plaats, die zij bereikte in mei 2012.
Dubbelspel – Haar beste resultaat op de grandslamtoernooien is het bereiken van de kwartfinale in het vrouwendubbelspel, en de halve finale in het gemengd dubbelspel op Roland Garros 2012. Haar hoogste positie op de WTA-ranglijst is de 26e plaats, die zij bereikte in augustus 2012.
Tennis in teamverband – In de periode 2009–2019 maakte Voskobojeva deel uit van het Kazachse Fed Cup-team – zij behaalde daar een winst/verlies-balans van 28–14. In de Fed Cup-competitie mocht zij één keer ruiken aan de top toen zij in 2013, na winst in hun regionale zone, mocht deelnemen aan de Wereldgroep II play-offs – daar verloren zij van de Françaises.

## Posities op deWTA-ranglijst
Positie per einde seizoen:
| jaar | rang enkelspel | rang dubbelspel |
| ---- | -------------- | --------------- |
| 2001 | 464            | 485             |
| 2002 | 402            | 271             |
| 2003 | 157            | 161             |
| 2004 | 137            | 129             |
| 2005 | 118            | 82              |
| 2006 | 103            | 48              |
| 2007 | 136            | 40              |
| 2008 | 94             | 39              |
| 2009 | 102            | 51              |
| 2010 | 528            | 145             |
| 2011 | 58             | 31              |
| 2012 | 82             | 45              |
| 2013 | 69             | 33              |
| 2014 | 259            | 105             |
|      |                |                 |
| 2016 | 371            | 172             |
| 2017 | 401            | 147             |
| 2018 | –              | 73              |
| 2019 | 1268           | 43              |
| 2020 | 1314           | 71              |
| 2021 | –              | 670             |

## Palmares
| Legenda                | Legenda                  |
| ---------------------- | ------------------------ |
| Grandslamtoernooi      |                          |
| Olympische Spelen      |                          |
| Year-End Championships |                          |
| tot 2009               | 2009 – 2020 / vanaf 2021 |
| Tier I                 | Premier Mandatory        |
| Tier II                | Premier Five / WTA 1000  |
| Tier III               | Premier / WTA 500        |
| Tier IV & V            | International / WTA 250  |
|                        | Challenger / WTA 125     |

### WTA-finaleplaatsen enkelspel
| nr.              | finale     | toernooi  | ondergrond | tegenstandster              | score    |         |
| ---------------- | ---------- | --------- | ---------- | --------------------------- | -------- | ------- |
| gewonnen finales |            |           |            |                             |          |         |
| geen             |            |           |            |                             |          |         |
| verloren finales |            |           |            |                             |          |         |
| 1.               | 2011-09-25 | WTA Seoel | hardcourt  | María José Martínez Sánchez | 6-7, 6-7 | details |

### WTA-finaleplaatsen vrouwendubbelspel
| nr.              | finale     | toernooi         | ondergrond    | partner               | tegenstandsters                        | score             |         |
| ---------------- | ---------- | ---------------- | ------------- | --------------------- | -------------------------------------- | ----------------- | ------- |
| gewonnen finales |            |                  |               |                       |                                        |                   |         |
| 1.               | 2011-03-06 | WTA Kuala Lumpur | hardcourt     | Dinara Safina         | Noppawan Lertcheewakarn Jessica Moore  | 7-5, 2-6, [10-5]  | details |
| 2.               | 2011-04-30 | WTA Estoril      | gravel        | Alisa Klejbanova      | Eléni Daniilídou Michaëlla Krajicek    | 6-4, 6-2          | details |
| 3.               | 2011-05-21 | WTA Brussel      | gravel        | Andrea Hlaváčková     | Klaudia Jans Alicja Rosolska           | 3-6, 6-0, [10-5]  | details |
| 4.               | 2013-02-23 | WTA Memphis      | hardcourt (i) | Kristina Mladenovic   | Sofia Arvidsson Johanna Larsson        | 7-6, 6-3          | details |
| 5.               | 2014-03-01 | WTA Acapulco     | hardcourt     | Kristina Mladenovic   | Petra Cetkovská Iveta Melzer           | 6-3, 2-6, [10-5]  | details |
| 6.               | 2018-11-11 | WTA Limoges      | tapijt (i)    | Veronika Koedermetova | Timea Bacsinszky Vera Zvonarjova       | 7-5, 6-4          | details |
| verloren finales |            |                  |               |                       |                                        |                   |         |
| 01.              | 2005-10-09 | WTA Tasjkent     | hardcourt     | Anastasia Rodionova   | Maria Elena Camerin Émilie Loit        | 3-6, 0-6          | details |
| 02.              | 2006-10-15 | WTA Moskou       | tapijt (i)    | Iveta Benešová        | Květa Peschke Francesca Schiavone      | 4-6, 7-6, 1-6     | details |
| 03.              | 2007-01-06 | WTA Gold Coast   | hardcourt     | Iveta Benešová        | Dinara Safina Katarina Srebotnik       | 3-6, 4-6          | details |
| 04.              | 2011-07-23 | WTA Bakoe        | hardcourt     | Monica Niculescu      | Marija Koryttseva Tatjana Poetsjek     | 3-6, 6-2, [8-10]  | details |
| 05.              | 2011-09-25 | WTA Seoel        | hardcourt     | Vera Doesjevina       | Natalie Grandin Vladimíra Uhlířová     | 6-7, 4-6          | details |
| 06.              | 2011-10-22 | WTA Moskou       | hardcourt (i) | Anastasia Rodionova   | Vania King Jaroslava Sjvedova          | 6-7, 3-6          | details |
| 07.              | 2012-05-05 | WTA Estoril      | gravel        | Jaroslava Sjvedova    | Chuang Chia-jung Zhang Shuai           | 6-4, 1-6, [9-11]  | details |
| 08.              | 2013-09-21 | WTA Guangzhou    | hardcourt     | Vania King            | Hsieh Su-wei Peng Shuai                | 3-6, 6-4, [10-12] | details |
| 09.              | 2014-01-04 | WTA Brisbane     | hardcourt     | Kristina Mladenovic   | Alla Koedrjavtseva Anastasia Rodionova | 3-6, 1-6          | details |
| 10.              | 2017-02-26 | WTA Boedapest    | hardcourt (i) | Arina Rodionova       | Hsieh Su-wei Oksana Kalasjnikova       | 3-6, 6-4, [4-10]  | details |
| 11.              | 2018-07-29 | WTA Moskou       | gravel        | Aleksandra Panova     | Anastasija Potapova Vera Zvonarjova    | 0-6, 3-6          | details |
| 12.              | 2019-04-14 | WTA Lugano       | gravel        | Veronika Koedermetova | Sorana Cîrstea Andreea Mitu            | 6-1, 2-6, [8-10]  | details |
| 13.              | 2019-07-28 | WTA Jūrmala      | gravel        | Jeļena Ostapenko      | Sharon Fichman Nina Stojanović         | 6-2, 6-7, [6-10]  | details |

### Gewonnen ITF-toernooien enkelspel
| nr. | finale     | toernooi       | dotatie  | tegenstandster in finale | score         |
| --- | ---------- | -------------- | -------- | ------------------------ | ------------- |
| 1.  | 2003-07-06 | Mont-de-Marsan | $ 25.000 | Oleksandra Kravets       | 6-4, 6-2      |
| 2.  | 2006-07-09 | Cuneo          | $ 50.000 | Alice Canepa             | 6-1, 6-2      |
| 3.  | 2011-04-16 | Casablanca     | $ 25.000 | Mervana Jugić-Salkić     | 6-7, 6-2, 6-3 |

### Gewonnen ITF-toernooien dubbelspel
| nr. | finale     | toernooi       | dotatie   | partner            | tegenstandsters in finale                    | score             |
| --- | ---------- | -------------- | --------- | ------------------ | -------------------------------------------- | ----------------- |
| 01. | 2001-09-02 | Boekarest      | $ 10.000  | Joeliana Fedak     | Adriana Burz Sanja Todorović                 | 6-4, 6-0          |
| 02. | 2002-09-15 | Sofia          | $ 25.000  | Vera Doesjevina    | Laura Dell'Angelo Nathalie Viérin            | 3-6, 6-4, 6-2     |
| 03. | 2003-01-26 | Hull           | $ 10.000  | Irina Bulykina     | Elke Clijsters Borka Majstorović             | 4-6, 7-6, 6-3     |
| 04. | 2003-05-04 | Cagnes-sur-Mer | $ 75.000  | Vera Doesjevina    | Joelija Bejhelzymer Hanna Zaporozjanova      | 6-3, 6-4          |
| 05. | 2004-04-11 | Dinan          | $ 50.000  | Darija Jurak       | Goelnara Fattachetdinova Anastasia Rodionova | 6-3, 6-2          |
| 06. | 2005-04-24 | Dothan         | $ 75.000  | Carly Gullickson   | Julie Ditty Vladimíra Uhlířová               | 4-6, 6-1, 6-2     |
| 07. | 2005-07-10 | Cuneo          | $ 50.000  | Marija Koryttseva  | Sara Errani Giulia Gabba                     | 6-3, 7-5          |
| 08. | 2006-10-22 | Saint-Raphaël  | $ 50.000  | Marija Koryttseva  | Alizé Cornet Youlia Fedossova                | 6-2, 6-4          |
| 09. | 2008-09-14 | Athene         | $ 100.000 | Sorana Cîrstea     | Kristina Barrois Julia Schruff               | 6-2, 6-4          |
| 10. | 2011-07-29 | Astana         | $ 100.000 | Vitalia Djatsjenko | Akgul Amanmuradova Aleksandra Panova         | 6-3, 6-4          |
| 11. | 2016-05-15 | La Marsa       | $ 25.000  | Vitalia Djatsjenko | Viktorija Kan Sabina Sharipova               | 6-3, 1-6, [12-10] |
| 12. | 2016-11-27 | Valencia       | $ 25.000  | Lina Gjorcheska    | Alicia Herrero Liñana Ksenija Sjarifova      | 6-0, 6-0          |
| 13. | 2018-05-20 | Trnava         | $ 100.000 | Jessica Moore      | Xenia Knoll Anna Smith                       | 0-6, 6-3, [10-7]  |

## Resultaten grandslamtoernooien
| Legenda | Legenda                          |
| ------- | -------------------------------- |
| g.t.    | geen toernooi gehouden           |
| l.c.    | lagere categorie                 |
| –       | niet deelgenomen                 |
| G       | uitgeschakeld in de groepsfase   |
| 1R      | uitgeschakeld in de eerste ronde |
| 2R      | uitgeschakeld in de tweede ronde |
| 3R      | uitgeschakeld in de derde ronde  |
| 4R      | uitgeschakeld in de vierde ronde |
| KF      | uitgeschakeld in de kwartfinale  |
| HF      | uitgeschakeld in de halve finale |
| F       | de finale verloren               |
| W       | het toernooi gewonnen            |
| w-v     | winst/verlies-balans             |

### Enkelspel
| toernooi        | 2006 | 2007 | 2008 | 2009 | 2010 | 2011 | 2012 | 2013 | 2014 |    | 2016 | 2017 |
| --------------- | ---- | ---- | ---- | ---- | ---- | ---- | ---- | ---- | ---- | -- | ---- | ---- |
| Australian Open | 2R   | 1R   | –    | 3R   | 1R   | –    | 3R   | 1R   | 2R   | –  | 1R   |      |
| Roland Garros   | 1R   | –    | 2R   | 2R   | –    | –    | 1R   | 2R   | –    | 1R | –    |      |
| Wimbledon       | –    | –    | 1R   | 1R   | –    | –    | 2R   | 1R   | –    | –  | –    |      |
| US Open         | 1R   | –    | 1R   | 1R   | –    | 1R   | 2R   | 2R   | –    | –  | –    |      |

### Vrouwendubbelspel
| Australian Open | –  | 1R | 1R | KF | 3R | 3R | 2R | –  | 2R | 2R | 2R | –  | 2R | –  | 1R | –  |
| Roland Garros   | –  | 2R | 1R | 1R | KF | 1R | 1R | 2R | 2R | KF | –  | 2R | –  | –  | 1R | –  |
| Wimbledon       | –  | 1R | 2R | 1R | 1R | 2R | –  | 2R | 3R | 2R | –  | –  | –  | –  | 2R | 1R |
| US Open         | 2R | 1R | 3R | 2R | 2R | 1R | –  | 3R | 2R | 3R | –  | –  | –  | 1R | 1R | 1R |

### Gemengd dubbelspel
| Australian Open | 2R | 1R | 1R | –  | –  | –  | –  |
| Roland Garros   | –  | –  | HF | 1R | 2R | 1R | –  |
| Wimbledon       | –  | 2R | 2R | 1R | –  | 2R | 1R |
| US Open         | –  | –  | 2R | –  | –  | –  | 2R |